# Derenbach (Hennef)
Derenbach ist ein Ortsteil der Stadt Hennef (Sieg) im Rhein-Sieg-Kreis in Nordrhein-Westfalen. 

## Lage
Der Weiler liegt in einer Höhe von 150 Metern über N.N. auf den Hängen des Westerwaldes, liegt aber im Naturpark Bergisches Land. Nachbarorte sind Heckelsberg im Nordosten, Hüchel im Osten, Zumhof und Hermesmühle im Südwesten, Künzenhohn und Heckelsberg im Norden. 

## Geschichte
Nach einer Statistik aus dem Jahr 1885 lebten damals in „Dehrenbach“ 21 Einwohner in drei Häusern.
1910 gab es in Derenbach die Haushalte Ackerin Gertrud Müller, Ackerer Gottfried Müller, Ackerer Johann Müller, Witwe Johann Müller ohne Gewerbe und Ackerer Wilhelm Müller.
Bis zum 1. August 1969 gehörte die Ortschaft Derenbach zur Gemeinde Uckerath. Im Rahmen der kommunalen Neugliederung des Raumes Bonn wurde Uckerath, damit auch der Ort Derenbach, der damals neuen amtsfreien Gemeinde „Hennef (Sieg)“ zugeordnet.